# ジョン・ジョセフ・モンゴメリー

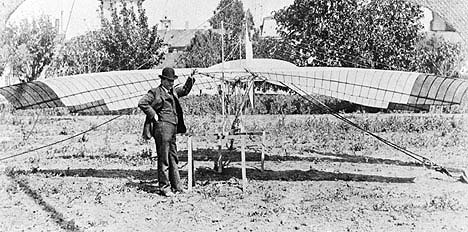
ジョン・ジョセフ・モンゴメリー(1905年)

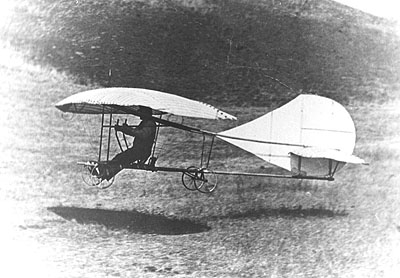
エバーグリーン号

ジョン・ジョセフ・モンゴメリー（John Joseph Montgomery 、1858年2月15日 - 1911年10月31日）はアメリカ合衆国の航空の先駆者で、アメリカで最初のグライダー飛行を行なった。サンタ・クララ・カレッジの教授で航空の関する論文を執筆した。
1883年8月28日、カリフォルニア州サンディエゴでグライダーによる飛行を行なった。1904年にパラシュートでの降下を見せるのを職業としていたダニエル・J・メロニー（Daniel J. Maloney ）を雇い、タンデム翼のグライダーの操縦を訓練し、1905年3月16日から20日にかけて900mの高さの熱気球から発進させ、18分間の飛行に成功させた。4月29日には1,200mの高さから発進させ、予定の着陸地点への着陸に成功させたが、7月にメロニーは墜落し死亡した。その後の活動は詳しく知られていないが、モンゴメリーの形式のグライダーやの動力機の試験が行われている。1910年にイリノイ州の航空クラブの会員、1911年にニューヨークの航空協会の技術委員を務めた。
1911年10月に自分の設計した単葉グライダー、"Evergreen"での飛行中、墜落して死亡した。